# Sport Club Bahia
O Sport Club Bahia foi um clube brasileiro  da cidade de Salvador, capital do estado da Bahia, fundado em 1910. Apesar da semelhança no nome, não possui relação com o Esporte Clube Bahia, o qual fora fundado por jogadores do Clube Bahiano de Tênis e da AAB.

## Títulos
| Estadual | Estadual          | Estadual | Estadual   |
|          | Competição        | Títulos  | Temporadas |
|          | Campeonato Baiano | 1        | 1911       |
| -------- | ----------------- | -------- | ---------- |